# Miltochrista fuscescens
Miltochrista fuscescens là một loài bướm đêm thuộc phân họ Arctiinae, họ Erebidae.